# Saison 4 de La Boîte à musique
Chronologie
Saison 3 Saison 5
Cet article présente les épisodes de la quatrième saison de l'émission de télévision La Boîte à musique.

## Présentation
Cette saison, composée de cinq numéros, est diffusée le vendredi soir en deuxième partie de soirée du 31 juillet au 28 août 2009.

## Liste des émissions

### Vendredi 31 juillet 2009: Philippe Jaroussky
Émission consacrée au contre-ténor Philippe Jaroussky.
Invités
Philippe Jaroussky (contre-ténor), Michel Delpech (chanteur), Marie-Claude Pietragalla (danseuse) et Grégoire (chanteur).

### Vendredi 7 août 2009: Mikhail Rudy
Émission consacrée au pianiste Mikhail Rudy.
Invités
Mikhail Rudy (piano), Catherine Lara (violon), Patrick Fiori (chanteur) et Arthur H (chanteur).

### Vendredi 14 août 2009: Richard Galliano
Émission consacrée à l'accordéoniste Richard Galliano.
Invités
Richard Galliano (accordéoniste), Manuel Valls (politique), Lara Fabian (chanteuse) et La Grande Sophie (chanteuse).
Interprètes
Henri Demarquette (violoncelle), le Quatuor Barbaroque, Khaled Arman (musicien traditionnel) et Wu Wei (orgue à bouche).

### Vendredi 21 août 2009: Renaud Capuçon
Émission consacrée aux voix de femmes et au violoniste Renaud Capuçon.
Invités
Renaud Capuçon (violoniste), Anggun (chanteuse), Nicoletta (chanteuse) et Emily Loizeau (chanteuse).
Interprètes
Catherine Hunold (soprano) et le Quatuor Modigliani.

### Vendredi 28 août 2009: Jean-Christophe Spinosi
Émission consacrée au chef d'orchestre et violoniste Jean-Christophe Spinosi.
Invités
Jean-Christophe Spinosi (chef d'orchestre et violoniste), Mathilda May (actrice), Francis Perrin (acteur), Passi (passeur).
Interprètes
Sylvie Valayre (soprano), Yaron Herman (piano) et le Quatuor Diotima.